# Lycosa ericeticola
Lycosa ericeticola је арахнида из реда Araneae и фамилије Lycosidae. 

## Угроженост
Подаци о распрострањености ове врсте су недовољни.

## Распрострањење
Сједињене Америчке Државе су једино познато природно станиште врсте.

## Станиште
Врста Lycosa ericeticola има станиште на копну.